# Cockburn Town
Cockburn Town je hlavní město ostrovů Turks a Caicos, zámořského území Spojeného království. Leží na západním pobřeží 8 km dlouhého ostrova Grand Turk, nejzápadnějšího ostrova skupiny, asi 150 km severně od pobřeží ostrova Haiti.
Město bylo založeno roku 1681 a sídlem vlády je od roku 1766. V současnosti ve městě žije 3 700 obyvatel. 1 km od města se nachází Mc Cartnovo mezinárodní letiště.